# Santa Maria della Colonna
Santa Maria della Colonna je dekonsekrirana rimokatolička crkva u baroknom stilu u središnjem Napulju, regija Kampanija, Italija. Nalazi se na Via dei Tribunali, preko puta crkve Girolamini.

## Povijest
Izgradnja crkve započela je 1580. godine, kao dio vjerskog kompleksa namijenjenog sirotištu, a kasnije posvećenom kao glazbeni konzervatorij (tal. Conservatori dei Poveri di Gesu, raspušten 1714.). Zgrada je obnovljena u 18. stoljeću, a njezino raskošno ukrašeno pročelje potječe iz 1715. godine, a izgradio ju je Antonio Guidetti. Godine 1896. crkvena je zgrada ponovno obnovljena.
Unutrašnjost ima tlocrt grčkog križa i kupolu. Interijer je uredio štukaturist Costantino D'Adamo, a kor je izradio Domenico Bertone. Crkva ima freske Paola De Matteisa. Crkva je rijetko otvorena i slabo se održava. Pripadajući kompleks u vlasništvu je Suore di Calcutta.
Uz sredstva UNESCO-a, crkva je obnovljena i otvorena za javnost u rujnu 2018.

## Vanjske poveznice
|  | Zajednički poslužitelj ima još gradiva o temi Santa Maria della Colonna |